# Suspensión de la pena
Se denomina suspensión de la pena en Derecho penal a la suspensión, temporal o condicional, de la aplicación de una pena grave a una persona que ha sido condenada por un delito.
En general, los motivos para una posible suspensión de la pena pueden ser muy variados, y dependerá de la voluntad del legislador. La pena capital, por ejemplo, es habitual que sea suspendida por motivos procesales, puesto que su aplicación haría inútil cualquier intento de revisión de la legalidad de la condena.
En cuanto a las penas privativas de libertad, su suspensión puede ir ligada a la idea de reinserción del condenado. En España, por ejemplo, el código penal contempla la posibilidad de que un juez dictamine suspender de forma condicional una pena de prisión no superior a dos años, bajo la condición de que el condenado no reincida en un tiempo determinado (en caso de delinquir, debería cumplir las dos condenas íntegras).